# Shimominochi-gun
Shimominochi (jap.: 下水内郡, wörtlich: „Landkreis Unter-Minochi“) ist ein Landkreis (gun) im Norden der Präfektur Nagano auf der japanische Hauptinsel Honshū. Er beherbergt auf 271,66 km² 1758 Einwohner und hat damit eine Bevölkerungsdichte von nur 6,5 Einwohnern pro km² (Stand: 1. Oktober 2018). Seit April 2005 besteht der Landkreis nur noch aus einer einzigen Gemeinde, dem Dorf Sakae (-mura).
Nach der großen Meiji-Gebietsreform 1889, bei der die heutigen Gemeindeformen eingeführt wurden, bestand der Landkreis Shimominochi aus der Kleinstadt Iiyama und 9 Dorfgemeinden. 1954 zur Großen Shōwa-Gebietsreform erfolgten die ersten Eingliederungen, in deren Folge bis Ende 1956 die Zahl der Gemeinden auf zwei sank. Im Zeitraum von 1955 bis heute konnte die Fläche des Landkreises durch Eingliederung aus benachbarten Kreisen mehr als verdoppelt werden (1955 noch 144 Quadratkilometer).

## Grenz- und Namensänderung in chronologischer Übersicht
1. August 1954 – Eingliederung der Dörfer (-mura) Akitsu (秋津村), Tokiwa (常盤村), Tozama (外様村) und Yanagiwara (1955 schon Yanagihara, 柳原村) in die Kleinstadt (-machi) Iiyama (飯山町) bei gleichzeitig Erhebung zur kreisfreien Stadt (-shi) (飯山市).

30. September 1956 – Eingliederung der Dörfer (-mura) Minochi (水内村) und Ōta (太田村) in die kreisfreie Stadt Iiyama (飯山市).

30. September 1956 – Neubildung des Dorfes Sakae (栄村) aus den Dörfern Sakai (im Shimotakai-gun) (郡堺村) und Minochi (水内村).

30. September 1956 – Neubildung des Dorfes Toyota (豊田村) aus den Dörfern Toyoi (豊井村) und Nagata (永田村).

1. April 2005 – Eingliederung des Dorfes Toyota (豊田村) in die kreisfreie Stadt Nakano (中野市).

## Die Bevölkerungsentwicklung im Landkreis
| VZ-Jahr | Bevölkerung |      | VZ-Jahr | Bevölkerung |        | VZ-Jahr | Bevölkerung |
| ------- | ----------- | ---- | ------- | ----------- | ------ | ------- | ----------- |
| 2015    | 1953        |      | 1980    | 9169        |        | 1947    | 43.267      |
| 2010    | 2215        | 1975 | 9480    | 1940        | 37.386 |         |             |
| 2005    | 2488        | 1970 | 10.322  | 1935        | 35.447 |         |             |
| 2000    | 7859        | 1965 | 11.630  | 1930        | 34.833 |         |             |
| 1995    | 8133        | 1960 | 13.354  | 1925        | 34.854 |         |             |
| 1990    | 8525        | 1955 | 17.405  | 1920        | 33.282 |         |             |
| 1985    | 8857        | 1950 | 43.235  |             |        |         |             |